# Andrij Schewtschenko
Andrij Mykolajowytsch Schewtschenko (ukrainisch Андрій Миколайович Шевченко, englisch Andriy Mykolayovych Shevchenko; russisch Андрей Николаевич Шевченко ‚Andrei Nikolajewitsch Schewtschenko‘; * 29. September 1976 in Dwirkiwschtschyna bei Jahotyn, Ukrainische SSR, Sowjetunion) ist ein ehemaliger ukrainischer Fußballspieler und jetziger Fußballtrainer. Der Stürmer war bei Dynamo Kiew, der AC Mailand und dem FC Chelsea aktiv. Seine größten Erfolge waren der fünfmalige Gewinn der ukrainischen Meisterschaft, der Gewinn der Champions League 2003 und die italienische Meisterschaft 2004. Schewtschenko galt als einer der besten Stürmer seiner Generation und wurde 2004 mit dem Ballon d’Or als „Europas Fußballer des Jahres“ ausgezeichnet. Auf internationaler Ebene lief er 111-mal für die ukrainische Nationalmannschaft auf, u. a. bei der Weltmeisterschaft 2006, und ist mit 48 Toren ihr Rekordtorschütze. Nach seiner Karriere wurde Schewtschenko Trainer. Er war von 2016 bis 2021 Cheftrainer der ukrainischen Nationalmannschaft, die er bei der Europameisterschaft 2021 in das Viertelfinale führte. Im November 2021 wurde er Cheftrainer des CFC Genua, wo er nach nur rund zwei Monaten entlassen wurde. Seit Januar 2024 ist Schewtschenko Präsident der Ukrajinska Assoziazija Futbolu, dem ukrainischen Fußballverband.

## Verein

### Dynamo Kiew
Schewtschenko stammt aus der Fußballschule des ukrainischen Klubs Dynamo Kiew, bei dem er bis 1999 spielte. In Kiew wurde er von Trainerlegende Walerij Lobanowskyj trainiert. Schewtschenko schloss ein Studium an der Sportuniversität in Kiew ab. Im Jahr 1995 wurde Schewtschenko dem 1. FC Köln für eine geringe Ablösesumme angeboten und der Transfer schien bereits besiegelt, ehe der damalige Manager Carl-Heinz Rühl doch noch ablehnte und letztlich kein Vertrag zustande kam.

### AC Mailand

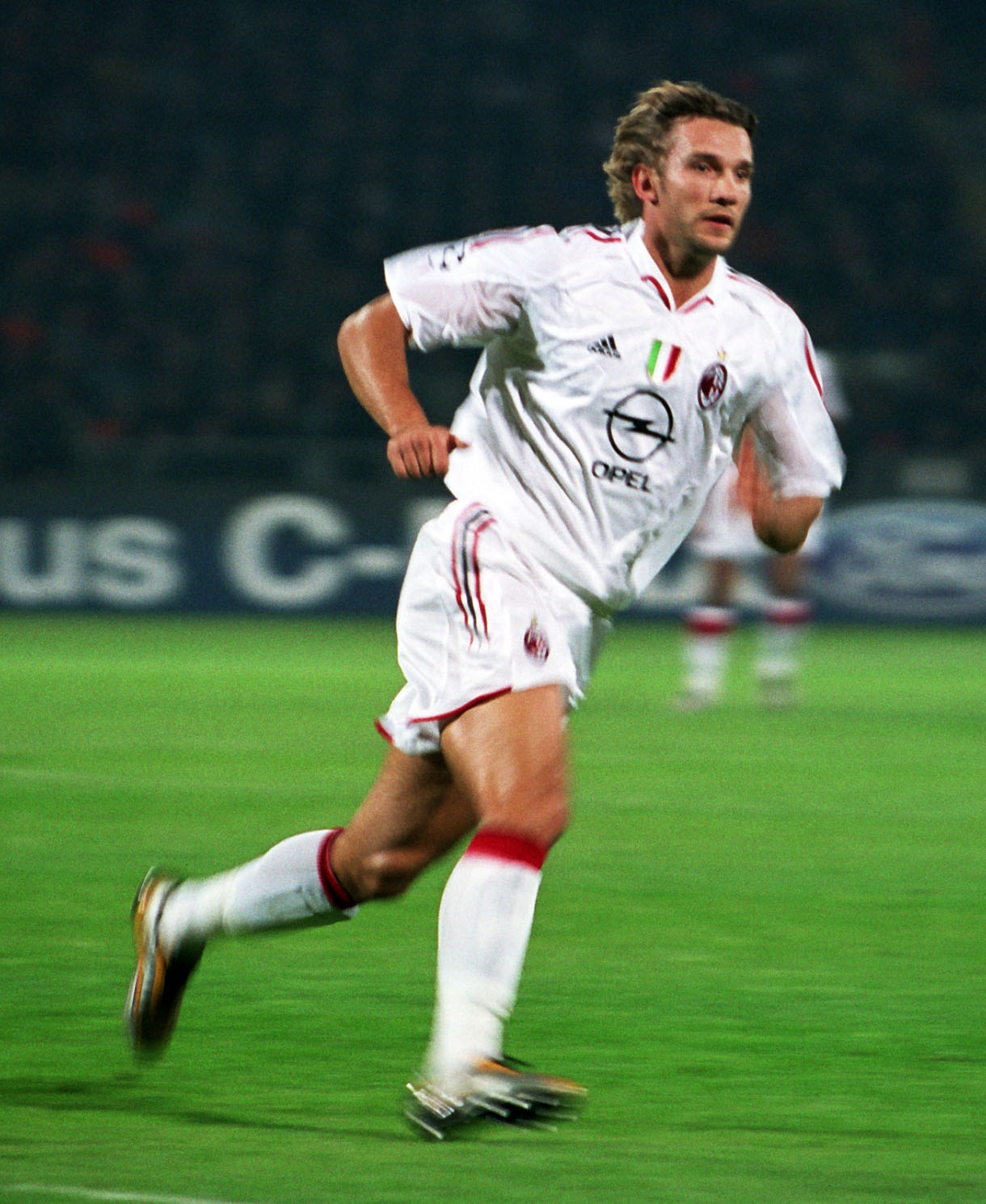
Schewtschenko im Trikot der AC Mailand (2004)

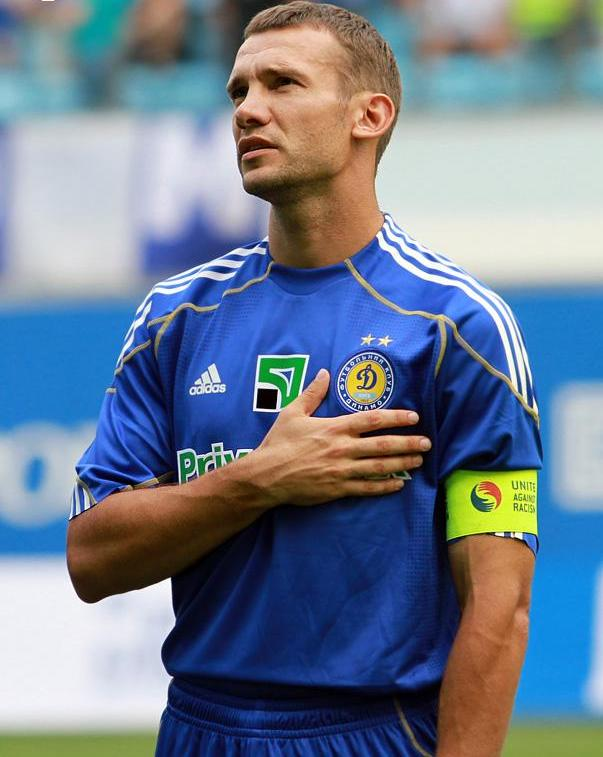
Im Trikot von Dynamo Kiew (2009)

1999 wechselte Schewtschenko zur AC Mailand. In der Saison 2004/05 lehnte die AC Mailand ein Angebot über 90 Millionen Euro vom FC Chelsea für Schewtschenko ab.
In der Saison 2005/06 erzielte er am 24. Spieltag der Serie A sein 165. Tor für die AC Mailand und zog damit in der ewigen Torschützenliste des Klubs vorbei an Legende Gianni Rivera auf Platz zwei der klubinternen Bestenliste. Schewtschenko war in seinen sieben Jahren bei Milan zum Stellvertreter von Kapitän Paolo Maldini aufgestiegen und war erklärter Lieblingsspieler vom Milan-Eigentümer und Präsident Silvio Berlusconi. Beim Champions-League-Finale verschoss er den entscheidenden Elfmeter, worauf Liverpool gewann.
Am 23. November 2005 erzielte Schewtschenko in der Champions League im Spiel gegen Fenerbahçe Istanbul vier Tore. Bisher schafften dies nur fünf andere Spieler in der Geschichte der Champions League. In der ewigen Torjägerliste der UEFA Champions League liegt er mit 56 Toren aus 108 Spielen aktuell auf dem achten Platz. Zuvor wurde Schewtschenko zweimal Torschützenkönig in der italienischen Serie A.

### FC Chelsea
Nach der Weltmeisterschaft 2006 wechselte Schewtschenko für 46 Millionen Euro zum FC Chelsea. Dort konnte er lange Zeit nicht Fuß fassen und blieb hinter seiner Form zurück. In seiner ersten Premier-League-Saison kam Schewtschenko bei 30 Spielen nur auf vier Tore. In der UEFA Champions League kam er mit drei Toren in zehn Spielen etwas besser zurecht.
In der Saison 2008/09 wurde Schewtschenko von Chelsea für ein Jahr an die AC Mailand verliehen.

### Rückkehr zu Dynamo Kiew
Nachdem er bei Chelsea nicht Fuß fassen konnte, wurden die letzten elf Monate seines Vertrags aufgelöst. Im August 2009 wechselte Schewtschenko zurück zu Dynamo Kiew. Er unterschrieb einen Zweijahresvertrag.

## Nationalmannschaft

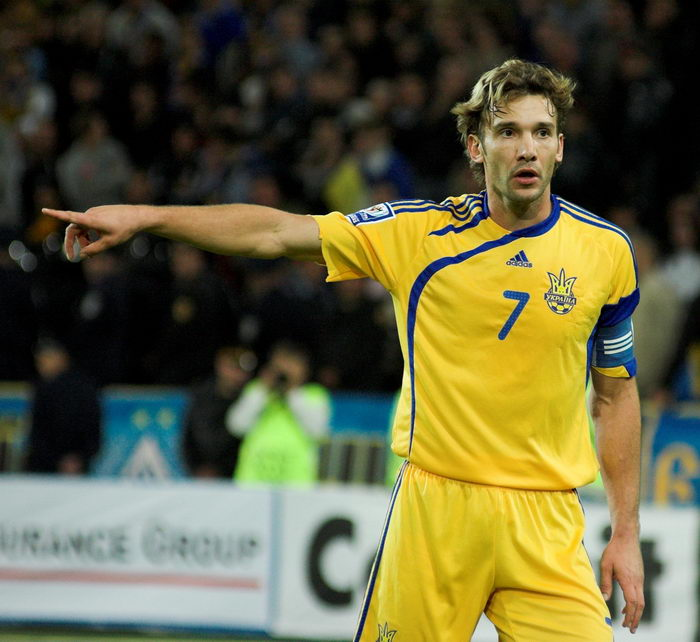
Als Nationalspieler (2009)

Sein Debüt in der ukrainischen Nationalmannschaft gab Schewtschenko am 25. März 1995 gegen Kroatien. 2006 erreichte er bei der Weltmeisterschaft das Viertelfinale, der bislang größte Erfolg in der relativ kurzen Geschichte der ukrainischen Nationalmannschaft. Zuvor war Schewtschenko von vielen als einer der besten Spieler (neben George Best) überhaupt angesehen worden, die nie an einer WM-Endrunde teilgenommen hatten. Am 11. Oktober 2008 wurde er mit seinem 85. Länderspiel Rekordnationalspieler der Ukraine. Am 8. Oktober 2010 bestritt er gegen Kanada sein 100. Länderspiel. Mittlerweile wurde er von Anatolij Tymoschtschuk als Rekordnationalspieler abgelöst. Schewtschenko stand im ukrainischen Kader für die Europameisterschaft 2012 und kam in allen drei Vorrundenspielen zum Einsatz.
Am 11. Juni 2012 führte er die ukrainische Mannschaft zum ersten EM-Endrundenspiel der Ukraine als Spielführer auf das Feld und erzielte in der 55. und 62. Minute die ersten beiden EM-Tore für die Ukraine, die damit das Spiel mit 2:1 gegen Schweden gewann. Es blieben die einzigen Tore der Ukraine im Turnier und durch die beiden Niederlagen gegen Frankreich und England, bei der er aber wegen einer Verletzung nur als Einwechselspieler zum Einsatz kam, schied die Ukraine als Gruppendritter aus. Schewtschenko gab anschließend seinen Abschied aus der Nationalmannschaft bekannt. Insgesamt kam Schewtschenko auf 111 Länderspiele, in denen er 48 Tore erzielte, davon je zwei bei EM- und WM-Endrunden. Damit ist er aktueller Rekordtorschütze der Ukraine.

## Karriereende
Am 28. Juli 2012 beendete Schewtschenko seine Fußballkarriere und ging in die Politik. Bei den ukrainischen Parlamentswahlen 2012 kandidierte er für die Partei Ukraine – Vorwärts!. Den Einzug in die Werchowna Rada verpasste die Partei jedoch deutlich.

## Trainerkarriere
Im Februar 2016 wurde Schewtschenko Co-Trainer der Ukrainischen Fußballnationalmannschaft an der Seite des Cheftrainers Mychajlo Fomenko, dessen Posten er nach Fomenkos Rücktritt im Anschluss an das Ausscheiden nach der Vorrunde der UEFA EURO 2016 übernahm. Bei der Europameisterschaft 2021 führte er das Aufgebot der Ukraine bis ins Viertelfinale, in dem man gegen England ausschied.
Nach der EM ließ er seinen Vertrag als Trainer auslaufen. Gerüchten zufolge kam es im finanziellen Bereich zwischen Schewtschenko und dem Fußballverband zu keiner Einigung.
Nachdem Cheftrainer Davide Ballardini im November 2021 beim CFC Genua von seinen Aufgaben entbunden wurde, wurde Andrij Schewtschenko dessen Nachfolger. Nach nur drei Unentschieden in neun Spielen der Serie A und dem Ausscheiden im Pokal wurde Schewtschenko am 15. Januar 2022 entlassen.

## Ehrungen
In der Ukraine erhielt er mehrere Orden sowie 2003 die Auszeichnung „Verdienter Meister des Sports“. Der Stürmer wurde 2004 von France Football mit dem Ballon d’Or als „Europas Fußballer des Jahres“ ausgezeichnet. Bereits in der Saison 1998/1999 war er von der UEFA zum besten Stürmer der Champions League gewählt worden.

## Sonstiges
Sein Vater Nikolaj war viele Jahre als Soldat der Sowjetarmee in Wünsdorf stationiert, wo Schewtschenko einige Jahre seiner Jugend verbrachte. Seine Schwester Elena wurde in Wünsdorf geboren.
Schewtschenko heiratete im Juli 2004 das US-amerikanische Fotomodell Kristen Pazik und hat mit ihr vier Söhne.
Er belegte bei den nationalen ukrainischen  Golf-Meisterschaften 2011 den zweiten Platz.
Im Februar 2022 rief er sein Heimatland Ukraine angesichts der Bedrohung durch Russland zum Zusammenhalt auf: „Heute ist für uns alle eine schwierige Zeit. Aber wir müssen uns zusammenschließen“. „Wir haben viele schwierige Zeiten durchgemacht und in den letzten 30 Jahren haben wir uns als Nation geformt! Eine Nation aufrichtiger, fleißiger und freiheitsliebender Bürger! Das ist unser wichtigstes Gut!“
Im Januar 2024 trat er sein Amt als Präsident des ukrainischen Fußballverbandes an, nachdem er ohne Gegenkandidaten ins Amt gewählt wurde.

## Titel und Auszeichnungen

### Vereine
International
- Champions-League-Sieger: 2003
- UEFA-Super-Cup-Sieger: 2003

Ukraine
- Ukrainischer Meister (5): 1995, 1996, 1997, 1998, 1999
- Ukrainischer Pokalsieger (3): 1996, 1998, 1999
- Ukrainischer Supercupsieger: 2011

Italien
- Italienischer Meister: 2004
- Italienischer Pokalsieger: 2003
- Italienischer Supercupsieger: 2004

England
- Englischer Pokalsieger: 2007
- Englischer Ligapokalsieger: 2007

### Auszeichnungen
- Ballon d’Or („Europas Fußballer des Jahres“): 2004
- Ukrainischer Fußballer des Jahres (6): 1997, 1999, 2000, 2001, 2004, 2005
- Premjer-Liha-Torschützenkönig: 1998/99
- UEFA-Champions-League-Torschützenkönig (2): 1998/99, 2005/06
- UEFA Stürmer des Jahres: 1999
- Serie-A-Torschützenkönig (2): 1999/2000, 2003/04
- Tor des Jahres in Italien: 2004
- Bester ausländischer Spieler der Serie A: 2000
- UEFA Team of the Year (2): 2004, 2005
- FIFPro World XI: 2005
- Ehrenbürger der Stadt Kiew[13]
- „Nationale Legende der Ukraine“ als Auszeichnung für besondere Verdienste[14]

## Statistik
| Verein      | Saison      | Premjer-Liha   | Premjer-Liha   | Kubok Ukrajiny | Kubok Ukrajiny | Europapokal | Europapokal | Andere | Andere | Total  | Total | Total |
| Verein      | Saison      | Spiele         | Tore           | Spiele         | Tore           | Spiele      | Tore        | Spiele | Tore   | Spiele | Tore  | T/S   |
| ----------- | ----------- | -------------- | -------------- | -------------- | -------------- | ----------- | ----------- | ------ | ------ | ------ | ----- | ----- |
| Dynamo Kiew | 1994/95     | 17             | 1              | 4              | 1              | 2           | 1           | -      | -      | 23     | 3     | 0,13  |
| Dynamo Kiew | 1995/96     | 31             | 16             | 5              | 1              | 2           | 2           | -      | -      | 38     | 19    | 0,50  |
| Dynamo Kiew | 1996/97     | 20             | 6              | 0              | 0              | 0           | 0           | -      | -      | 20     | 6     | 0,30  |
| Dynamo Kiew | 1997/98     | 23             | 19             | 8              | 8              | 10          | 6           | -      | -      | 41     | 33    | 0,80  |
| Dynamo Kiew | 1998/99     | 26             | 18             | 4              | 5              | 14          | 10          | -      | -      | 44     | 33    | 0,75  |
| Dynamo Kiew | 2009/10     | 21             | 7              | 2              | 0              | 6           | 1           | -      | -      | 29     | 8     | 0,28  |
| Dynamo Kiew | 2010/11     | 18             | 10             | 2              | 1              | 12          | 5           | -      | -      | 32     | 16    | 0,50  |
| Dynamo Kiew | 2011/12     | 16             | 6              | 1              | 0              | 4           | 0           | -      | -      | 21     | 5     | 0,24  |
| Verein      | Saison      | Serie A        | Serie A        | Coppa Italia   | Coppa Italia   | Europapokal | Europapokal | Andere | Andere | Total  | Total | Total |
| Verein      | Saison      | Spiele         | Tore           | Spiele         | Tore           | Spiele      | Tore        | Spiele | Tore   | Spiele | Tore  | T/S   |
| AC Mailand  | 1999/2000   | 32             | 24             | 4              | 4              | 6           | 1           | 1      | 0      | 43     | 29    | 0,67  |
| AC Mailand  | 2000/01     | 34             | 24             | 3              | 1              | 14          | 9           | -      | -      | 51     | 34    | 0,67  |
| AC Mailand  | 2001/02     | 29             | 14             | 3              | 0              | 6           | 3           | -      | -      | 38     | 17    | 0,45  |
| AC Mailand  | 2002/03     | 24             | 5              | 4              | 1              | 11          | 4           | -      | -      | 39     | 10    | 0,26  |
| AC Mailand  | 2003/04     | 32             | 24             | 1              | 0              | 10          | 5           | 2      | 0      | 45     | 29    | 0,64  |
| AC Mailand  | 2004/05     | 29             | 17             | 0              | 0              | 10          | 6           | 1      | 3      | 40     | 26    | 0,65  |
| AC Mailand  | 2005/06     | 28             | 19             | 0              | 0              | 12          | 9           | -      | -      | 40     | 28    | 0,70  |
| AC Mailand  | 2008/09     | 18             | 0              | 1              | 1              | 7           | 1           | -      | -      | 26     | 2     | 0,08  |
| Verein      | Saison      | Premier League | Premier League | FA Cup         | FA Cup         | Europapokal | Europapokal | Andere | Andere | Total  | Total | Total |
| Verein      | Saison      | Spiele         | Tore           | Spiele         | Tore           | Spiele      | Tore        | Spiele | Tore   | Spiele | Tore  | T/S   |
| FC Chelsea  | 2006/07     | 30             | 4              | 6              | 3              | 10          | 3           | 5      | 4      | 51     | 14    | 0,27  |
| FC Chelsea  | 2007/08     | 17             | 5              | 1              | 0              | 5           | 1           | 2      | 2      | 25     | 8     | 0,32  |
| FC Chelsea  | 2009/10     | 1              | 0              | 0              | 0              | 0           | 0           | -      | -      | 1      | 0     | 0,0   |
| Dynamo Kiew | Dynamo Kiew | 171            | 82             | 26             | 16             | 50          | 25          | -      | -      | 247    | 123   | 0,51  |
| AC Mailand  | AC Mailand  | 226            | 127            | 16             | 7              | 77          | 38          | 3      | 3      | 322    | 175   | 0,54  |
| FC Chelsea  | FC Chelsea  | 48             | 9              | 7              | 3              | 15          | 4           | 7      | 6      | 77     | 22    | 0,29  |
| Total       | Total       | 438            | 217            | 48             | 26             | 141         | 67          | 10     | 9      | 646    | 320   | 0,50  |

Anmerkungen:
1. ↑  UEFA Champions League, UEFA-Pokal und UEFA Europa League
2. ↑  UEFA Champions League und UEFA Cup
3. ↑  TIM Supercup und FIFA-Klub-Weltmeisterschaft
4. ↑  UEFA Champions League
5. ↑  Community Shield und Carling Cup